# Льюїс і Кларк (золотий долар)
Пам'ятний золотий долар "Льюїс і Кларк"- це пам’ятна монета, яка була випущена в 1904 і 1905 роках в рамках участі уряду Сполучених Штатів в Столітній виставці Льюїса та Кларка, що відбулася в останньому році в Портленді, штат Орегон. Розроблена головним гравером монетного двору Сполучених Штатів Чарльзом Е. Барбером, монета погано продавалася, і було випущено менше десятої частини дозволеного тиражу в 250 000.
Експедицією Льюїса та Кларка, першим європейсько-американським сухопутним дослідженням, де було досягнуто Тихоокеанського узбережжя, керували Мерівезер Льюїс і Вільям Кларк, після Купівлі Луїзіани 1803 року. У період з 1804 по 1806 рік його члени подорожували зі Сент-Луїса до узбережжя Орегона і назад, надаючи відомості та розвіюючи міфи про велику площу, придбану Сполученими Штатами в ході Купівлі. Портлендський ярмарок зазначив сторічну річницю цієї поїздки.
Монети були в основному продані публіці нумізматичним промоутером Фарраном Зербе, який також був власником долара Луїзіанської виставки з продажу монет. Оскільки він не зміг продати більшу частину випуску, надлишки монет були розплавлені монетним двором. Монети продовжували рости в ціні, і сьогодні коштують від сотень до тисяч доларів, в залежності від стану. Пам'ятний золотий долар "Льюїс і Кларк" є єдиною американською монетою з "двоголовим" портретом по одному обличчю з кожного боку.